# 위버링겐

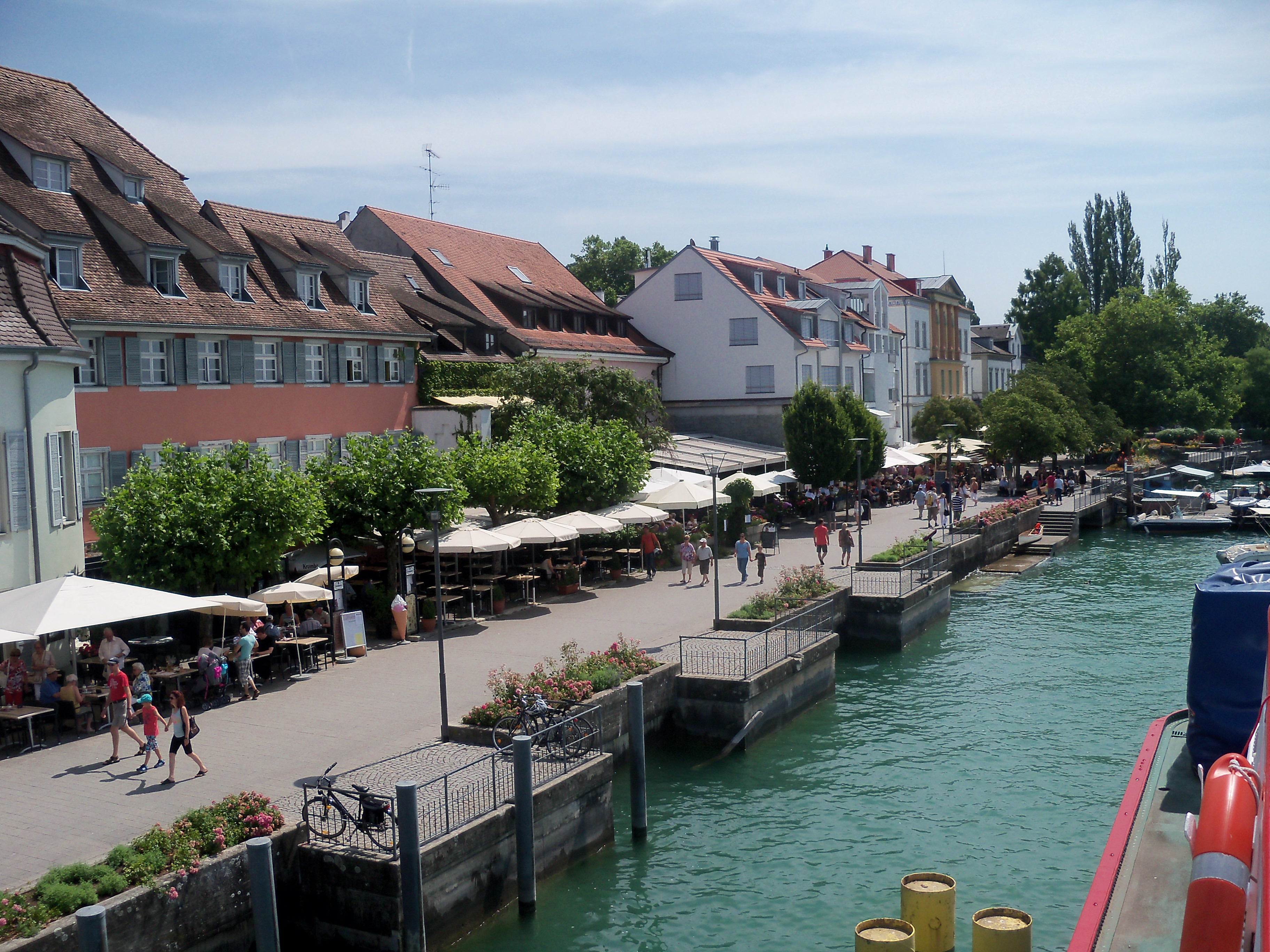
위버링겐

위버링겐(독일어: Überlingen)은 독일 바덴뷔르템베르크주 튀빙겐현 보덴제군의 도시다. 보덴호 북쪽 기슭에 있으며, 독일 국경에 가깝다. 보덴제군에서 두 번째로 큰 도시다.